# Barumini
Barumini es un municipio italiano de 1.413 habitantes de la provincia de Cerdeña del Sur, en la región histórica de la Marmilla (isla de Cerdeña). Está alrededor de 50 km al norte de Cagliari y alrededor de 15 km al noreste de Sanluri. Su territorio abarca 26,6 km².
En su territorio se encuentra «Su Nuraxi», el complejo nurágico más famoso de Cerdeña, reconocido por la Unesco como Patrimonio de la Humanidad (inscrito en el año 1997). Barumini limita con los siguientes municipios: Gergei, Gesturi, Las Plassas, Tuili y Villanovafranca.

## Evolución demográfica
| Gráfica de evolución demográfica de Barumini entre 1861 y 2001 |
|                                                                |
| Fuente ISTAT - Elaboración gráfica de Wikipedia                |

## Monumentos y lugares de interés
- Su Nuraxi, símbolo por excelencia del país de Barumini
- Su Nuraxi'e Crecía
- El convento de los Hermanos Capuchinos
- Palazzo Zapata
- Biblioteca Comunale

### Palazzo Zapata y Su Nuraxi'e Crecía
En el centro histórico de Barumini se puede admirar la estructura medieval del Palazzo Zapata, antigua sede que los marqueses, a principios del siglo XVII, hicieron construir en el lugar más alto del país.
Sólo recientemente, durante las labores de restauración del palacio, se ha descubierto que el palacio fue edificado sobre los restos bien conservados de un asentamiento nurágico denominado por el arqueólogo Giovanni Lilliu (ya descubridor del complejo nurágico Su Nuraxi) Nuraxi'e Crecía por estar cerca de la iglesia parroquial.
Gracias a un proyecto de restauración arquitectónica de gran impacto escenográfico, elaborado por el arquitecto Pietro Reali, el palacio y el yacimiento bajo él, se han convertido en sede de un complejo museístico, subdividido en tres secciones: arqueológica (proyecto científico elaborado por el arqueólogo Roberto Sirigu), histórica (proyecto científico elaborado por M. Rosaria Lai y M. Patrizia Mameli de la Soprintendenza Archivistica della Sardegna) y etnográfica (proyecto científico elaborado por Liliana Fadda) - que se inauguraron el 29 de julio de 2006.

### Iglesias
En el resto del territorio municipal hay lugares de interés, entre ellos iglesias antiguas como:
- Parroquia de la Beata Vergine Immacolata (siglo XVI), construida en estilo tardogótico.
- Chiesa S. Francesco (siglo XVII), anexa al convento erigido en 1609 por los frailes franciscanos, tiene una estructura simple, con una sola nave y dos capillas a la izquierda.
- Iglesia de San Giovanni (siglo XIII), constituida por dos naves separadas por arcos sobre pilastras, con dos ábsides, de estilo provenzal.
- Iglesia de Santa Lucia (siglo XVI), pequeña iglesia en el campo rodeada de una logia con columnas en piedra; púlpito de madera en el interior.
- Iglesia de San Nicola (Siglos XI-XII), ubicada sobre una colina en la periferia del país.
- Iglesia de Santa Tecla (reedificada en el siglo XIX)